# 中野悌治
中野 悌治（なかの ていじ、1864年12月29日（元治元年12月1日） - 1938年（昭和13年）5月5日）は、日本の衆議院議員（立憲同志会→憲政会）。弁護士。

## 経歴
中野正義の二男として、出羽国鶴岡城下二百人町（現在の山形県鶴岡市）に生まれる。鶴岡変則中学（現在の山形県立鶴岡南高等学校）を卒業後、1884年（明治17年）から3年間小学校の訓導を務めた後、上京して、1890年（明治23年）に東京法学院（現在の中央大学）を卒業した。同年、代言人試験を受けて合格。1891年（明治24年）7月、鶴岡町に事務所を開いた。その後、鶴岡町会議員、同市会議員、山形県会議員、同参事会員に選出された。ほか、水利組合会議員、所得税調査委員などを務めた。
1915年（大正4年）、第12回衆議院議員総選挙に出馬し、当選を果たした。